# Покойный Джордж Эпли (фильм)
«Покойный Джордж Эпли» (англ. The Late George Apley) — сатирический художественный фильм режиссёра Джозефа Манкевича 1947 года по одноимённому роману Джона Маркванда (1938).

## Сюжет
Фильм рассказывает о чопорном бостонце из высшего общества (Рональд Колман), который в начале XX века вынужден приспосабливаться к реалиям меняющегося мира.

## В ролях
- Рональд Колман — Джордж Эпли
- Ванесса Браун — Агнес Виллинг
- Ричард Хэйдн — Горацио Виллинг
- Чарльз Расселл — Говард Боулдер
- Ричард Ней — Джон Эпли
- Пегги Камминс — Элинор Эпли, дочь Джорджа

## Критика
В фильме, по словам историка кино Бена Закса, «слишком очевидны его литературные истоки; практически всё действие основано на разговорах, довольно сухих и высокопарных». К счастью, режиссёром выступил Манкевич, который в отличие от многих своих голливудских коллег «обладал талантом постановки многословных разговорных сцен. Всё у него получается искрометно и визуально изысканно, даже когда материал граничит с занудством».